# Первые люди на Луне (фильм, 1964)
Для информации о российском псевдодокументальном фильме, см. Первые на Луне (фильм).
«Первые люди на Луне» (англ. First Men in the Moon) — кинофильм. Экранизация романа Герберта Уэллса «Первые люди на Луне», хотя концовка (гибель инопланетной цивилизации от земных вирусов) взята из другого произведения Уэллса, «Войны миров».

## Сюжет
Недалёкое будущее (фильм был снят за 5 лет до первого полёта человека на Луну). На Луну прибывает международная космическая экспедиция ООН. Весь мир следит за первыми шагами человека по Луне. Но вскоре космонавты совершают удивительное открытие — они находят флаг Великобритании и записку, свидетельствующую о том, что люди впервые побывали на Луне задолго до них, ещё в 1899 году!
В записке упоминаются имена первых людей, побывавших на Луне, их звали Бедфорд и Кейвор. На Земле работникам космического агентства удалось найти Бедфорда, который живёт в доме престарелых, где его считают сумасшедшим из-за рассказов о полёте на Луну. Узнав о том, что люди опять прибыли на Луну, Бедфорд рассказывает историю первого полёта.
В 1899 году, живя в сельской местности, Бедфорд познакомился с эксцентричным учёным Джозефом Кейвором. Кейвор изобрёл удивительный материал, экранирующий гравитацию — кейворит. Кейвор планирует использовать кейворит для путешествия на Луну — он строит космический корабль. Снаружи корабля расположены шторки со слоем кейворита, сворачивая и разворачивая которые можно управлять кораблём.
Бедфорд — практичный деловой человек, кейворит интересует его прежде всего с коммерческой точки зрения (он планирует начать производство невесомых подносов, «сапогов-скороходов» и т. п.). Но он соглашается отправиться в научное космическое путешествие вместе с Кейвором. Также к ним присоединяется невеста Бетфорда Кейт, хотя первоначально она не планировала лететь в космос.
После прибытия на Луну Кейвор и Бедфорд надевают скафандры и идут на разведку, а Кейт остаётся в космическом корабле. Они обнаруживают пещерный город, в котором живут лунные обитатели — селениты. Кейвор пытается наладить общение с селенитами, но Бедфорд ведёт себя агрессивно, ввязывается в драку с селенитами и сбрасывает нескольких с обрыва в пропасть. Кейвор и Бедфорд убегают назад, но корабль в месте посадки не находят — его унесли в свой подземный город селениты.
Кейвор и Бедфорд возвращаются в город Селенитов. Во время нападения подземного монстра их пути разделяются. Кейвор находит Кейт и пытается установить контакт с селенитами, что ему удаётся (селениты проанализировали и выучили английский язык). Кейвор хочет узнать больше о цивилизации селенитов, но тут на сцену возвращается Бедфорд, который хочет бежать на Землю вместе с Кейт.
Кейвора приглашает на аудиенцию правитель Луны, и Кейвор рассказывает ему о жизни на Земле. Правитель находит землян слишком агрессивными, и опасается вторжения землян.
В это время Бедфорд находит космический корабль и собирается возвратиться на Землю. Он забирает Кейвора из зала для аудиенций (убив при этом нескольких селенитов), но Кейвор отказывается возвращаться. Бедфорд и Кейт улетают на Землю вдвоём.
Действие фильма возвращается в настоящее. Космонавты проникают в подземные лунные города, но жизни там не обнаруживают — селениты вымерли. По мнению престарелого Бедфорда, причиной гибели лунной цивилизации были вирусы, завезённые с Земли им и его спутниками.

## В ролях
- Эдвард Джадд
- Марта Хайер
- Лайонел Джеффрис
- Майлс Маллесон — архивариус в Димчарче[англ.]